# Требо (Болоња)
Требо (итал. Trebbo) је насеље у Италији у округу Болоња, региону Емилија-Ромања.
Према процени из 2011. у насељу је живело 2396 становника. Насеље се налази на надморској висини од 32 м.